# Сюлейман Кьорходжа
Сюлейман Кьорходжа е родопски помак, войвода-управник на Ахъчелебийска околия (Смолянско), управлявал мирно областта в периода 1779 - 1798 година. Негов предшественик е Мехмед Кьорходжа, а след смъртта му го наследява Салих Ага.